# Крістіансгольм
Крістіансгольм (нім. Christiansholm) — громада в Німеччині, розташована в землі Шлезвіг-Гольштейн. Входить до складу району Рендсбург-Екернферде. Складова частина об'єднання громад Гонер-Гарде.
Площа — 8,42 км2. Населення становить 233 ос. (станом на 31 грудня 2020).